# Spiaggiamento di cetacei

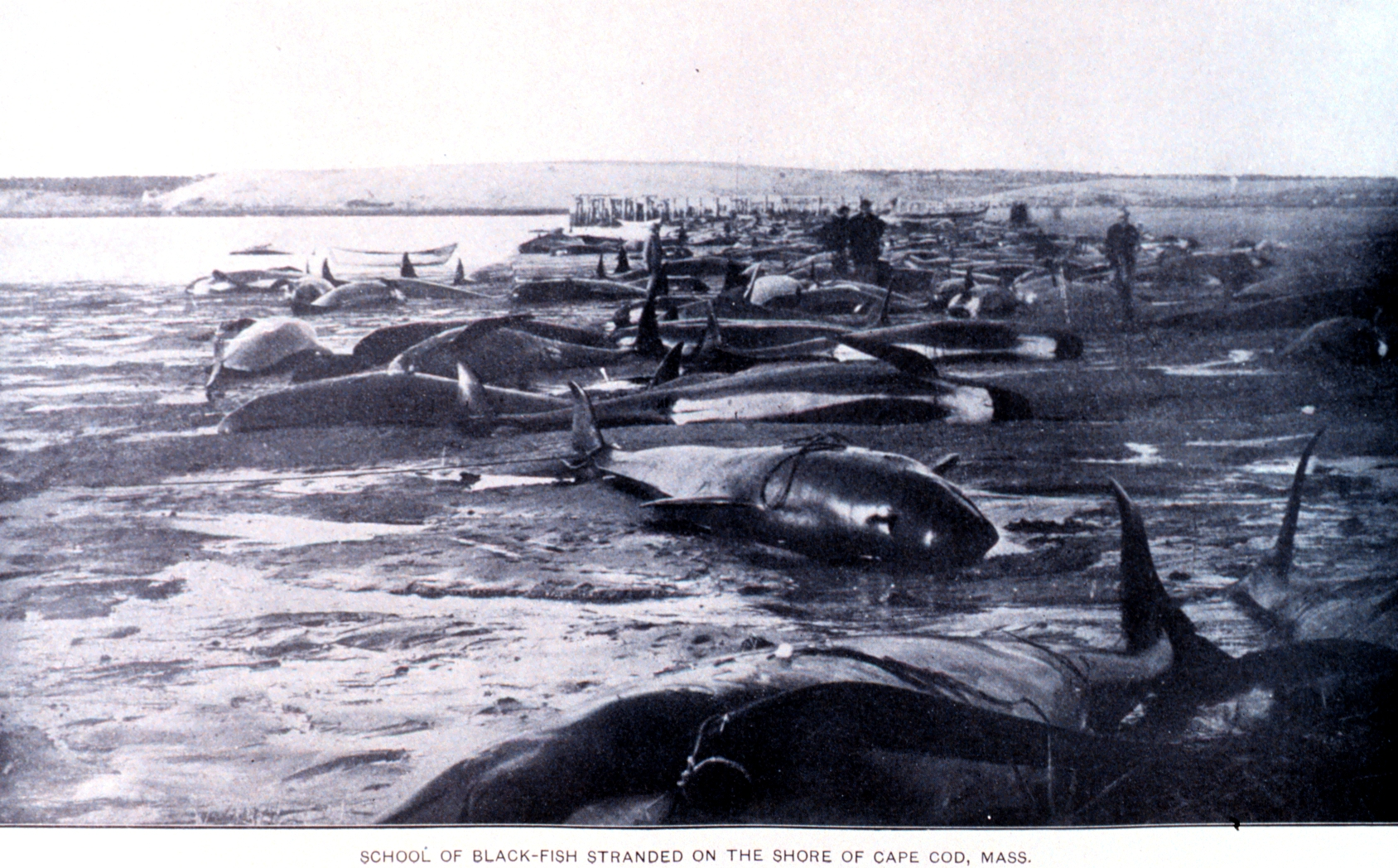
Uno spiaggiamento di massa di globicefali sulla spiaggia di Capo Cod nel 1902

Lo spiaggiamento di cetacei è un evento che accade quando un cetaceo o un gruppo di cetacei si smarrisce per varie cause, arenandosi sulla spiaggia: spesso muore per disidratazione, per l'impossibilità di sopportare il proprio peso oppure perché l'alta marea copre lo sfiatatoio.

## Il fenomeno
Ogni anno circa 2.000 animali si arenano. Sebbene la maggioranza degli spiaggiamenti comporti la morte, tale fenomeno non costituisce una minaccia verso nessuna specie in particolare. Solo una decina di specie di cetacei manifestano più frequentemente di altre spiaggiamenti di massa: ne sono soggetti soprattutto gli odontoceti e non tanto i misticeti. Queste specie condividono delle caratteristiche che possono spiegare perché siano maggiormente soggette ad arenarsi. Solitamente, la dimensione corporea non influisce negli spiaggiamenti di massa, cosa su cui invece sembrano incidere sia l'habitat che l'organizzazione sociale di tali animali. Gli odontoceti che normalmente vivono in acque profonde in grandi branchi molto fitti ne sono maggiormente suscettibili: essi comprendono i capodogli, alcune specie di globicefali e orche, alcuni zifidi e alcuni delfinidi. Per contro, le specie solitarie non si arenano in massa al pari dei cetacei che trascorrono la maggior parte del loro tempo in acque costiere poco profonde.

## Cause
Il filosofo greco Aristotele parlando dei delfini nel primo libro della sua Historia animalium fu il primo a porsi la questione sulle cause degli spiaggiamenti, scrivendo: "Non si sa per quale motivo [i delfini] si arenano sulla terraferma; in ogni caso accade abbastanza spesso, e per nessun motivo evidente".

### Introduzione

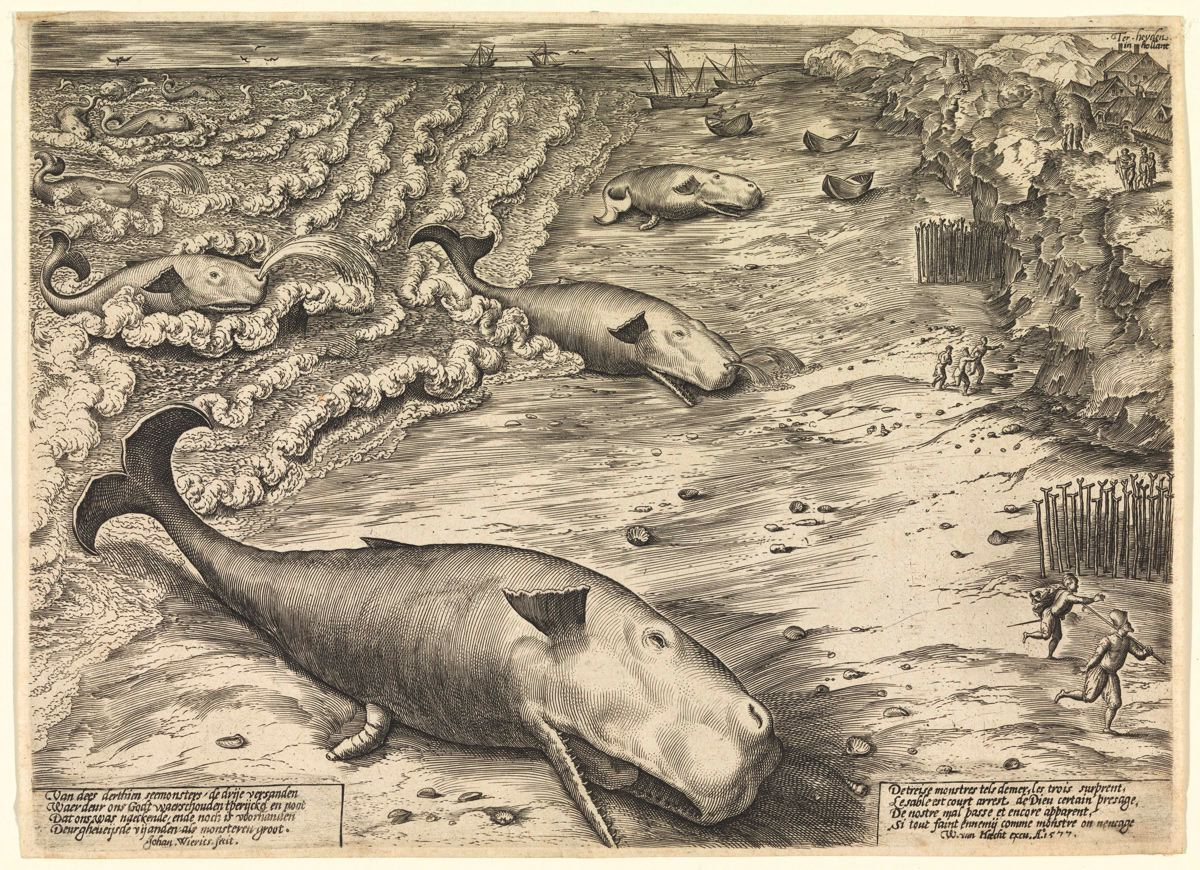
Tre balene spiaggiate, incisione del 1577 dell'artista fiammingo Jan Wierix che ritrae capodogli spiaggiati.

Gli spiaggiamenti sono classificabili in diversi tipi: la distinzione più ovvia è tra spiaggiamenti singoli e di massa. È probabile che le carcasse dei cetacei a un certo punto galleggino: durante questa fase le correnti oceaniche o i venti possono trasportarle verso la costa. Poiché migliaia di cetacei muoiono ogni anno, molti si arenano dopo essere morti. Molte carcasse di balena non raggiungono mai la costa e sono divorati dai saprofagi o si decompongono depositandosi sul fondo dell'oceano, dove vanno a formare la base di un ecosistema locale unico. Spiaggiamenti singoli di balene viventi sono spesso il risultato di malattie o ferite, che quasi inevitabilmente, senza l'intervento dell'uomo, finiscono con la morte dell'animale.
Spiaggiamenti multipli in un singolo luogo sono rari e spesso attirano i mezzi di telecomunicazione oltre alle squadre di soccorso. Anche le morti multiple che avvengono al largo difficilmente portano a spiaggiamenti multipli a causa di correnti e venti variabili.
Un fattore primario sembra essere la grande coesione sociale degli odontoceti: se uno di essi si trova in difficoltà, la sua richiesta di aiuto può spingere il resto del branco a seguirlo finendo anch'esso con lo spiaggiarsi.
Molte, a volte controverse, teorie sono state avanzate per spiegare gli spiaggiamenti, ma la questione rimane irrisolta.

### Naturali

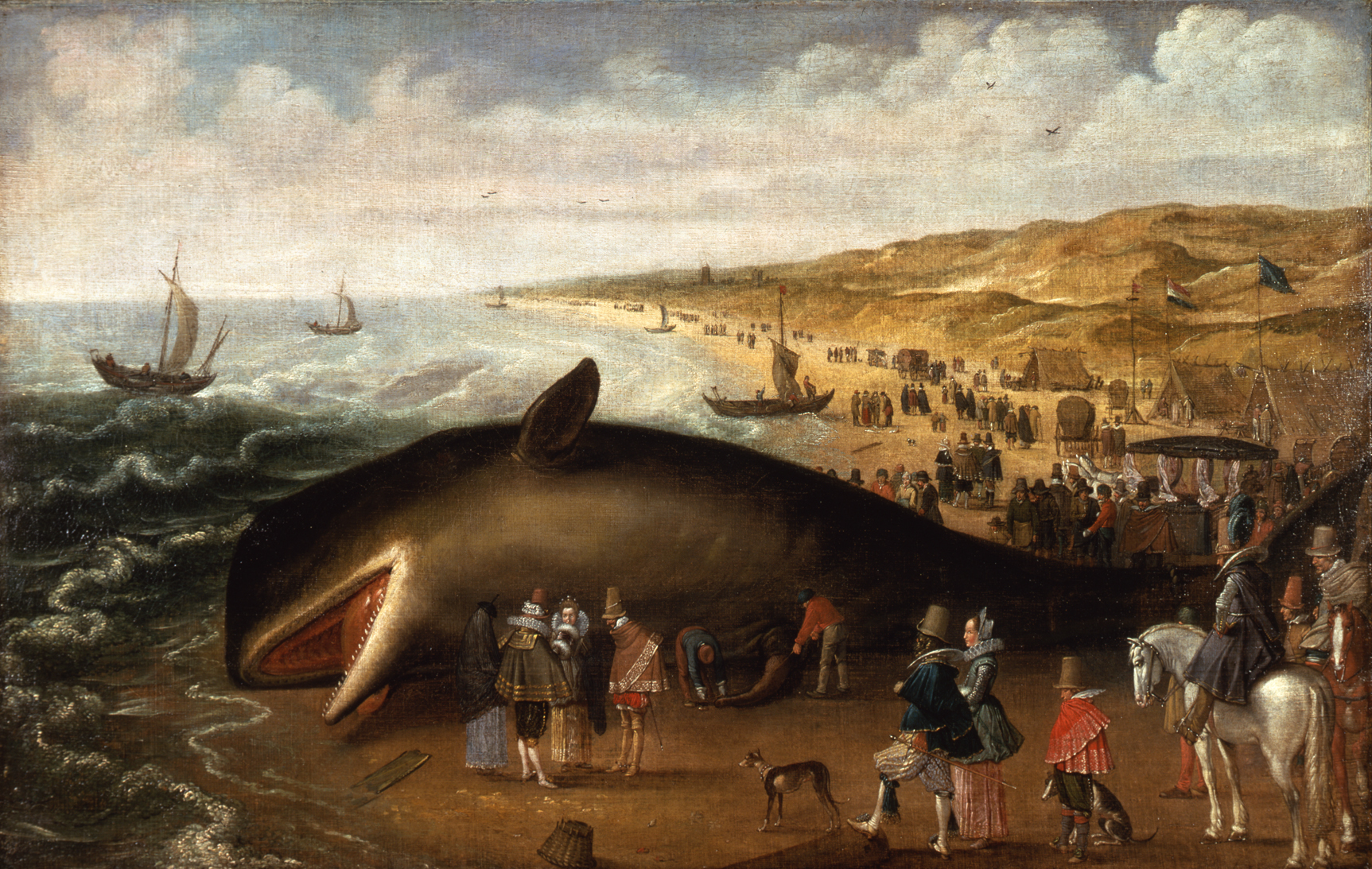
Dipinto di un cetaceo spiaggiato a Katwijk nei Paesi Bassi nel 1617.

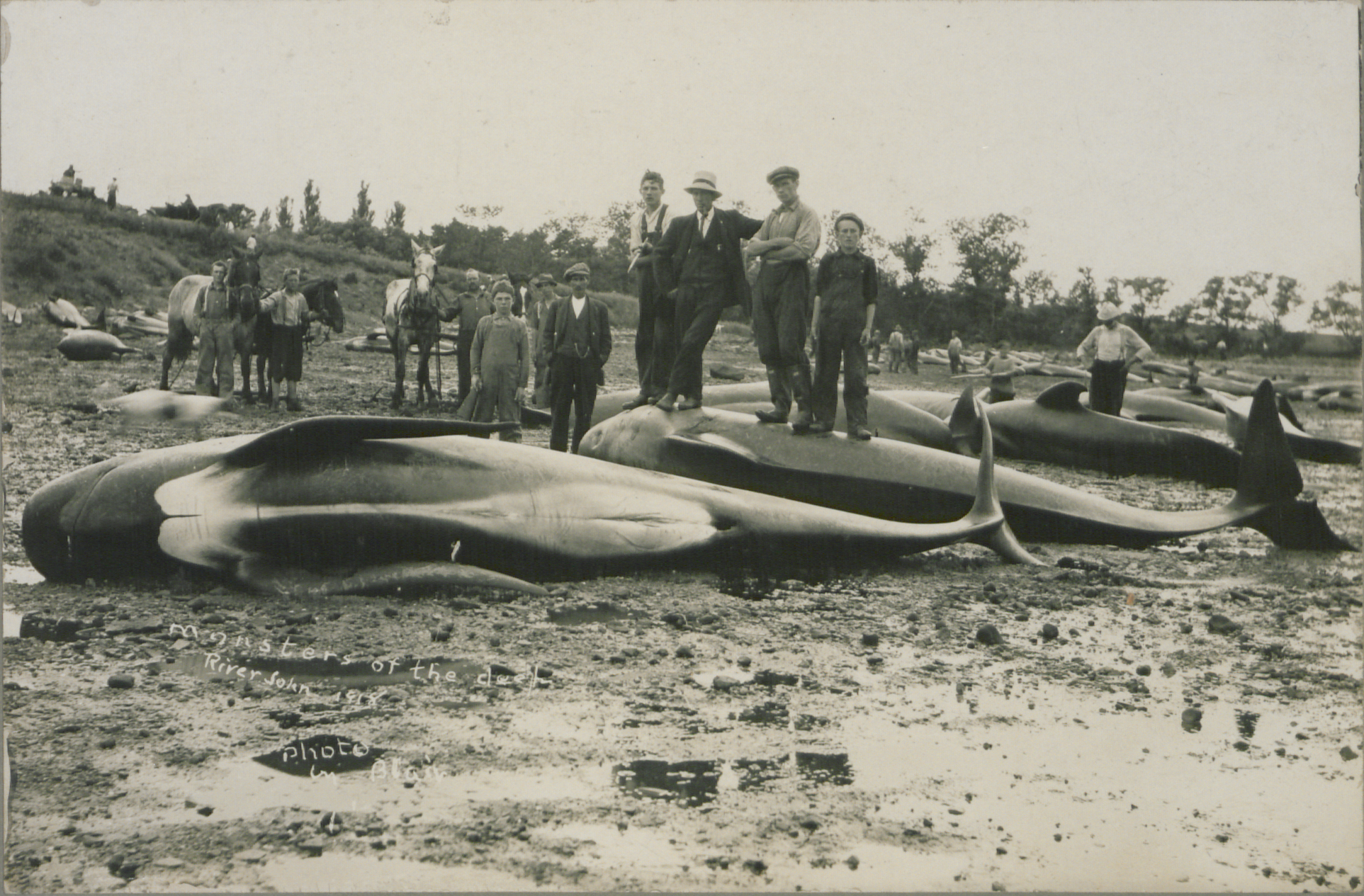
Spiaggiamento in Nuova Scozia nel 1918

Le balene si sono arenate nel corso dei secoli, quindi molti spiaggiamenti sono da attribuire a cause naturali e a fattori ambientali, come il brutto tempo, la debolezza dovuta all'età avanzata o alle infezioni, la difficoltà nel parto,  la caccia troppo in prossimità della costa e gli errori di navigazione.

## Evidenza di spiaggiamenti nel tempo geologico
Un taglio stradale nella regione di Atacama in Cile ha portato alla luce, in una ristretta area, i resti fossilizzati di età miocenica di almeno 40 cetacei, la cui analisi tafonomica ha permesso di attribuire il decesso a ripetuti episodi di spiaggiamenti di branchi di balene
Nella Rift Valley, entro sedimenti fluviali miocenici, con una età di 17 milioni di anni è stato ritrovato un fossile di Ziphiidae, che probabilmente disorientato aveva risalito un fiume che si gettava nell'oceano Indiano, morendo al di fuori del suo ambiente marino naturale.
Il paleontologo Deraniyagala ha proposto l'ipotesi di spiaggiamento per spiegare il ritrovamento di 20 scheletri di balene nel raggio di circa due chilometri, nel giacimento fossilifero detto Whale Valley di Wadi al-Hitan in Egitto di età eocenica
Lo spiaggiamento è tra le possibili cause della morte di un giovane esemplare di Misticeti i cui resti fossili sono stati rinvenuti tra i sedimenti del Pliocene inferiore del sud della Spagna e di un altro misticeto rinvenuto in Toscana, vicino ad Empoli, sempre in sedimenti pliocenici
Il ritrovamento di almeno 25 grossi cololiti di ambra grigia fossile, distribuiti in tre livelli stratigrafici, sparsi in un'area di 1200 m2 entro sedimenti argillosi pleistocenici in Umbria, è stato attribuito a fenomeni di moria di massa di capodogli avvenuta in acque basse o a seguito spiaggiamento

## Spiaggiamenti attuali
Un singolo animale spiaggiato può spingere il branco a rispondere alla richiesta di aiuto, facendolo spiaggiare a sua volta.
Nel 2004, gli scienziati dell'Università della Tasmania hanno associato gli spiaggiamenti delle balene al tempo, ipotizzando che quando le fredde acque antartiche ricche di teutidi e di pesce fluiscono verso nord, le balene seguono le loro prede troppo vicino alla costa. In alcuni casi i predatori (come le orche) fanno andare nel panico le balene, spingendole verso la riva.
Il loro sistema di ecolocalizzazione può andare in crisi nel rilevare variazioni dolci nelle pendenze della costa. Questa teoria confermerebbe gli spiaggiamenti di massa in luoghi ben precisi come all'Ocean Beach, in Tasmania e a Geographe Bay, nell'Australia occidentale dove la pendenza è di soli 0,5°. Il gruppo di bioacustica dell'Università di Western Australia sostiene che la scarsa pendenza potrebbe attenuare il suono al punto da rendere l'eco non più percepibile dalle balene. Tale fenomeno potrebbe essere accentuato ulteriormente dal rimescolamento della sabbia e dalle micro bolle di lunga durata prodotte dalla pioggia.
Una controversa teoria, sostenuta da Jim Berkland, geologo che ha lavorato per l'U.S. Geological Survey, attribuisce gli spiaggiamenti a cambiamenti radicali nel campo magnetico terrestre poco prima di un terremoto e in genere nelle aree dove le scosse si manifestano con maggiore frequenza. Berkland sostiene che quando ciò si verifica, si viene ad interferire con la capacità di orientamento di mammiferi marini e uccelli migratori, cosa che spiegherebbe gli spiaggiamenti di massa. Egli sostiene inoltre che anche i cani e i gatti sono soggetti a tali sconvolgimenti, cosa che spiegherebbe l'alto tasso di animali randagi che si verifica 1-2 giorni prima dei terremoti. Le ricerche sul campo magnetico terrestre e sulle sue variazioni a seguito del movimento delle placche tettoniche e dei terremoti sono tuttora in corso.

### Spiaggiamenti da "Seguimi"
Alcuni spiaggiamenti potrebbero verificarsi quando i cetacei più grandi seguono delfini e focene in acque poco profonde lungo la costa: in caso di condizioni avverse nei flussi di marea e nella topografia del fondale marino, le specie più grandi potrebbero rimanere intrappolate.
A volte seguire un delfino può aiutare una balena a scampare il pericolo. Un esempio si è avuto quando un delfino locale ha condotto verso il mare aperto due cogie di De Blainville che si erano smarrite dietro a una barriera di sabbia a Mahia Beach in Nuova Zelanda. In futuro potrebbe essere possibile addestrare i delfini perché conducano al largo le balene rimaste intrappolate.
Una osservazione interessante è che i branchi di orche, predatori di delfini e focene, raramente si spiaggiano. Gli animali più piccoli si dirigono verso le acque più basse per difendersi dai predatori e le orche hanno imparato che devono tenersi alla larga dalla costa: alcune di esse, però, hanno imparato come muoversi anche nelle acque basse, specialmente quando danno la caccia alle foche. È quanto si verifica nella Penisola Valdes in Argentina e nelle Crozet Islands nell'Oceano Indiano, dove le orche cacciano le foche fin sulle spiagge ghiaiose del litorale. Esse, durante la caccia, finiscono di tanto in tanto fuori acqua spinte dal loro stesso impeto e dalla risacca e devono aspettare l'onda successiva per essere riportate in mare.

### SONAR

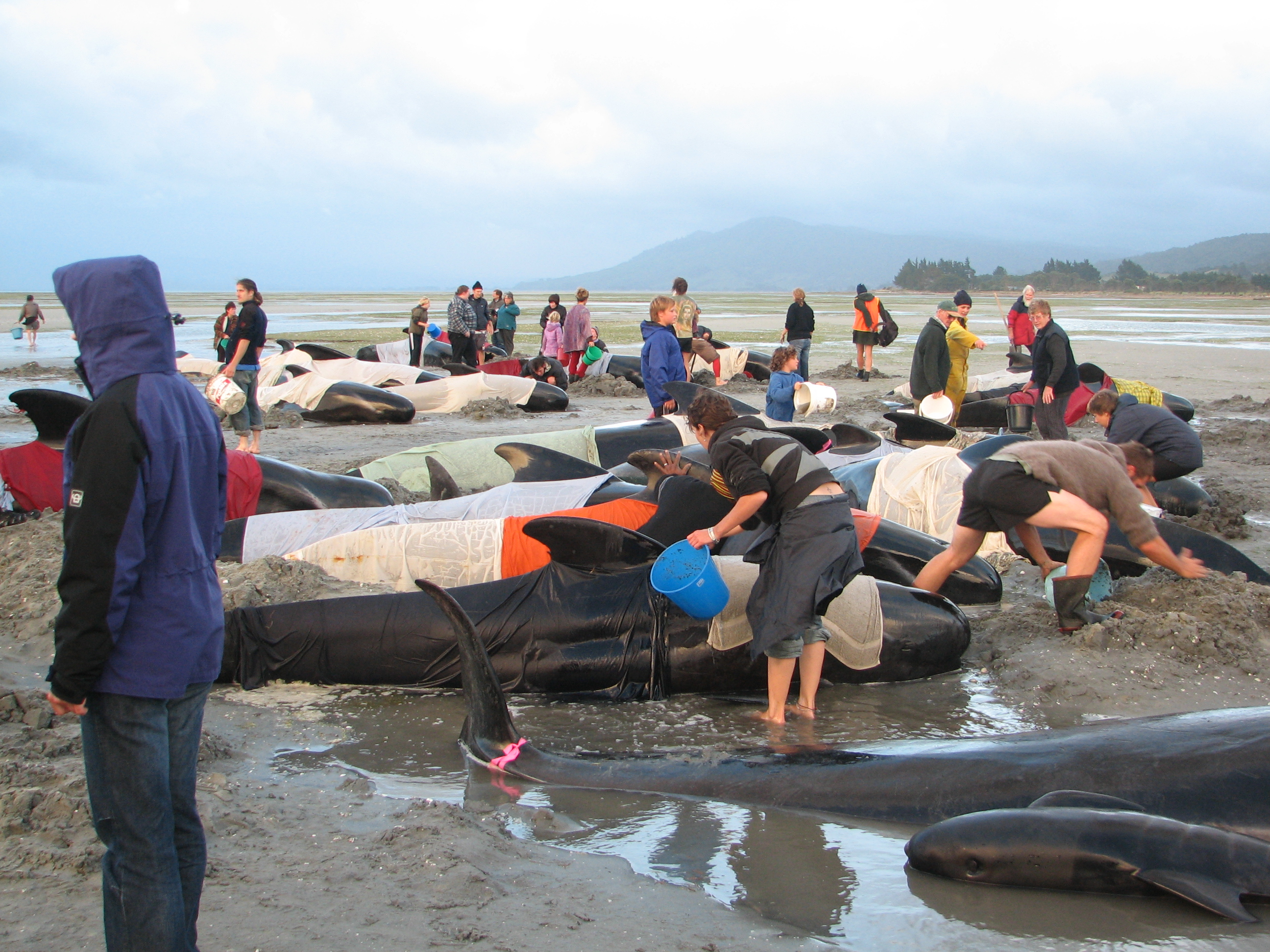
Volontari cercano di preservare la temperatura corporea delle balene spiaggiate a Farewell Spit, in Nuova Zelanda.

Ci sono prove in base alle quali i sonar provocherebbero gli spiaggiamenti: in alcuni casi, infatti, le balene si sono arenate subito dopo che un sonar militare era stato utilizzato nella zona. Sono state avanzate delle ipotesi su come i sonar possano causare la morte delle balene dopo che le autopsie hanno rinvenuto ferite interne negli animali arenati. Per contro, le balene arenatesi per cause apparentemente naturali sono di solito sane prima dello spiaggiamento:
I forti e rapidi cambiamenti di pressione dovuti ai sonar possono provocare delle emorragie. Un esempio si è avuto quando 17 zifidi si sono spiaggiati nelle Bahamas nel marzo del 2000 a seguito di esercitazioni fatte con i sonar dalla marina americana. Quest'ultima ammise che le balene morte avevano subito emorragie alle orecchie provocate acusticamente e che la conseguente perdita dell'orientamento aveva portato agli spiaggiamenti. Ken Balcomb, esperto di balene, si è specializzato sulle orche che popolano lo Stretto di Juan de Fuca tra lo stato di Washington e le Vancouver Island. I suoi studi sugli spiaggiamenti lo hanno portato a concludere che i potenti impulsi dei sonar mandano in risonanza le sacche d'aria interne alle balene, lacerando i tessuti intorno alle orecchie e al cervello.
Un altro modo con cui i sonar danneggiano le balene è tramite una sorta di malattia da decompressione. Se ne è parlato per la prima volta dopo l'esame necrologico di 14 zifidi arenatisi nelle Isole Canarie. Gli spiaggiamenti si verificarono il 24 settembre 2002, vicino a una zona che era stata sede di una esercitazione navale internazionale, circa 4 ore dopo l'attivazione di un sonar a media frequenza. Gli esami riportarono un danno acuto ai tessuti provocati da lesioni da bolla di gas, indicative di una malattia da decompressione. Non si conosce l'esatto meccanismo tramite il quale il sonar provoca la formazione di bolle di gas. Potrebbe essere causato da un attacco di panico delle balene che riemergono troppo velocemente nel tentativo di allontanarsi dagli impulsi dei sonar. C'è anche una teoria che sostiene che le vibrazioni dei sonar possono causare gas supersaturo in grado di formare le bolle.
La stragrande maggioranza delle balene coinvolte negli spiaggiamenti da sonar sono le balene dal becco d'oca. Questa specie si arena spesso ma gli spiaggiamenti di massa sono rari. Sono così difficili da studiare allo stato libero che, prima dell'interesse suscitato dalla polemica sui sonar, la maggior parte delle informazioni sul loro conto era ricavata dai loro spiaggiamenti. I primi a pubblicare una ricerca che associava gli spiaggiamenti alle attività navali sono stati Simmonds and Lopez-Jurado nel 1991. Essi avevano notato che nell'ultimo decennio c'era stato un gran numero di spiaggiamenti di massa nelle Isole Canarie ogni volta che la marina spagnola conduceva delle esercitazioni, mentre non se ne riscontravano in altri momenti: essi però non avanzarono alcuna ipotesi circa gli spiaggiamenti.
Nel maggio 1996 ci fu un altro spiaggiamento di massa nel Peloponneso occidentale in Grecia: fu considerato atipico sia perché gli spiaggiamenti di massa degli zifidi sono rari e sia perché essi erano sparpagliati su un lunghissimo tratto di costa ognuno distante dall'altro. A quell'epoca non fu fatta alcuna associazione con i sonar, ma il biologo marino che condusse le indagini, Dr. Frantzis, avendo letto su un avviso ai naviganti di alcuni test in corso, scrisse sul Nature un articolo dal titolo "Possono i test acustici portare allo spiaggiamento delle balene?".
Il dott. Peter Tyack del Woods Hole Oceanographic Institute ha condotto delle ricerche sugli effetti del rumore sugli animali marini fin dagli anni '70, soprattutto sugli zifidi e in particolar modo sulle balene dal becco d'oca. I dati mostrano che queste ultime si spingono molto più in profondità di quanto si pensasse in precedenza, risultando i primatisti in tal senso tra i mammiferi marini. Il loro comportamento in superficie è molto insolito perché essi si sottopongono a un considerevole sforzo fisico per controllare la loro emersione, a differenza dei capodogli che si lasciano andare mentre si portano in superficie. Le immersioni profonde vengono seguite da tre o quattro immersioni superficiali. I vocalizzi vengono interrotti a profondità inferiori per paura dei predatori o perché essi non ne hanno bisogno per stare insieme essendoci luce a sufficienza per potersi vedere l'un l'altro. Si presume che tale serie di immersioni serva a controllare la diffusione dei gas nel flusso sanguigno. Gli zifidi sembrano tutti attenersi alla successione di emersioni controllate e successive immersioni superficiali.
Le balene possono scambiare il suono poco familiare dei sonar con quello di un predatore e cambiare il loro comportamento in modo pericoloso. Quest'ultima teoria renderebbe superfluo anche attenuare il suono prodotto dai sonar in quanto non sarebbe il livello sonoro a provocare danni fisici, quanto la paura che esso provoca.

## Carcasse

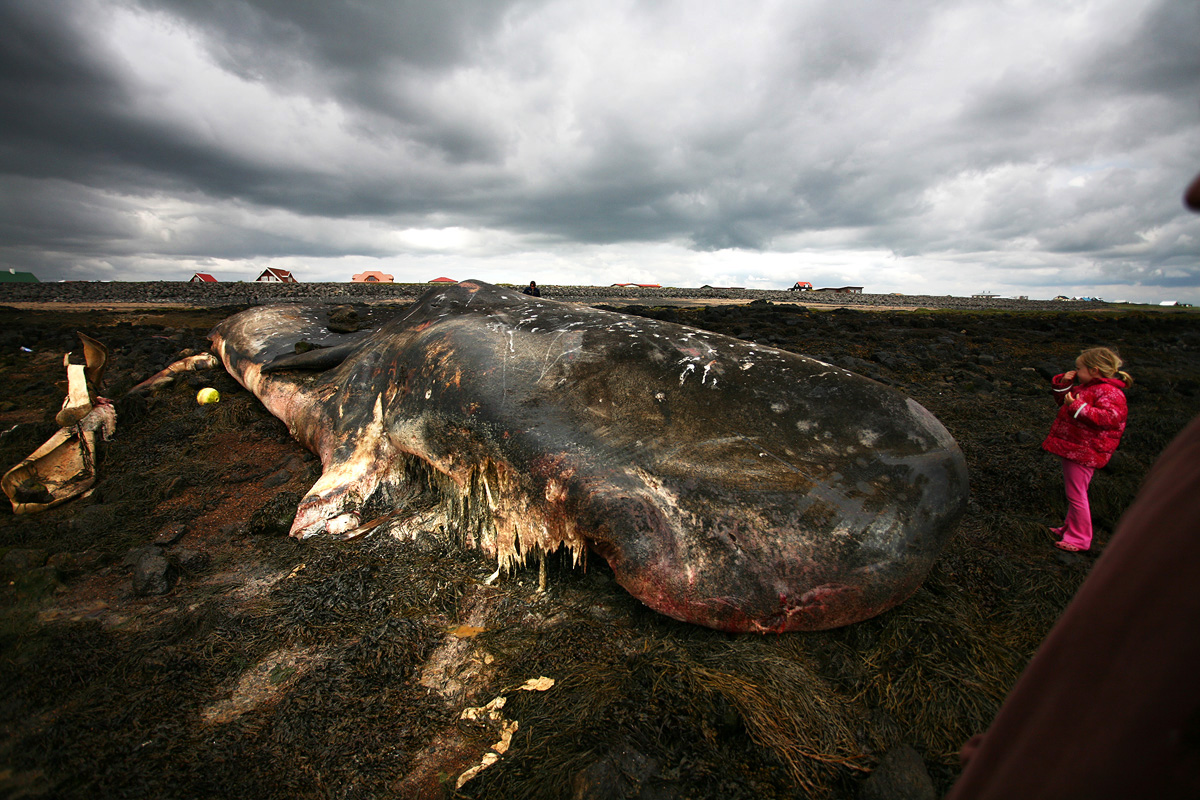
Carcassa di grosso cetaceo spiaggiato sulla costa islandese

Dopo che una balena muore, essa diventa fonte di malattie e inquinamento. A causa dell'alto isolamento termico del blubber, la temperatura interna della carcassa di una balena può rimanere sui 30 °C anche per tre giorni, rendendola un ambiente ideale per i microorganismi anaerobici.
Una carcassa così grande è difficile da rimuovere e tipicamente viene interrata con l'aiuto di mezzi pesanti oppure trascinata in alto mare e smembrata con l'esplosivo. In alcuni casi le carcasse sono state fatte esplodere sulla terraferma, con effetti spesso indesiderati. La carcassa può inoltre riempirsi di gas infiammabili prodotti dalla decomposizione stessa ed esplodere spontaneamente.
La carcassa di una balena spiaggiata non dovrebbe essere consumata. Nel 2002, 14 abitanti dell'Alaska mangiarono il blubber di una balena spiaggiata: 8 di loro svilupparono il botulismo e due di essi dovettero far ricorso alla ventilazione meccanica.
Nel corso del 2010 si sono verificati numerosi spiaggiamenti sulle coste italiane meridionali tra cui quello del 24 gennaio sul lungomare di Villagrazia di Carini a Palermo, del 30 aprile sulla spiaggia di Calamizzi a Reggio Calabria e del 18 agosto sulla spiaggia di Vaccarizzo a sud di Catania. 
Una apposita task force, denominata C.E.R.T. (Cetaceans stranding Emergency Response Team) è stata creata dal Ministero dell'Ambiente Italiano in collaborazione con l'Università degli Studi di Padova per un rapido intervento nei casi di spiaggiamenti e individuare le cause degli stessi.